# Peperomia lorentzii
Peperomia lorentzii là một loài thực vật có hoa trong họ Hồ tiêu. Loài này được C. DC. ex Kuntze miêu tả khoa học đầu tiên năm 1898.